# Elektron (generator tlenu)

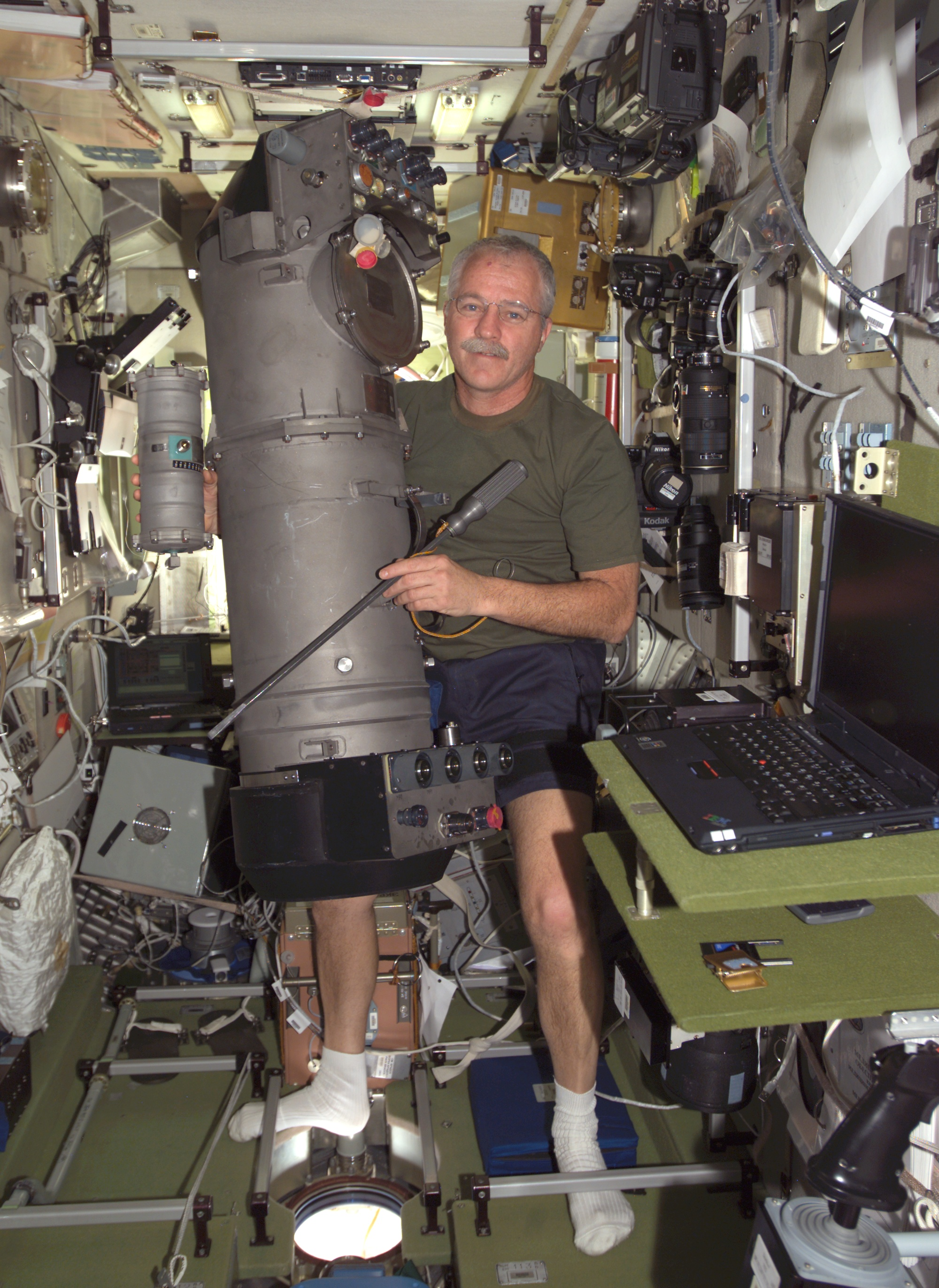
Astronauta John L. Phillips z urządzeniem Elektron

Elektron to generator tlenu produkcji rosyjskiej używany na stacji Mir oraz na Międzynarodowej Stacji Kosmicznej (ISS). Elektron wykorzystuje elektrolizę do produkcji tlenu. W procesie tym następuje rozdzielenie cząsteczek wody (odzyskanej na pokładzie stacji) na tlen i wodór. Tlen jest rozprowadzany po kabinie, a wodór jest wypuszczany w przestrzeń kosmiczną.
Wyznaczony czas trwałości urządzenia wynosi jeden rok. Elektron jest już leciwą konstrukcją, gdyż urządzenia tego typu były używane od końca lat 80.
Ze względu na to, że trzy znajdujące się na pokładzie ISS jednostki Elektron ulegały dość częstym awariom, NASA dostarczyła na pokładzie wahadłowca Discovery w ramach misji STS-121 podobny amerykański system otrzymywania tlenu Oxygen Generation System, który stał się uzupełnieniem Elektronów. Pozwoli to na przebywanie nawet sześcioosobowej załogi na pokładzie stacji. Amerykański system zaczął działać w roku 2007.
Oprócz tych systemów, źródłem tlenu na pokładzie ISS są również zapasowe generatory na paliwo stałe o nazwie Wika lub TGK, tzw. "świeczki". Paliwem jest w nich nadchloran litu, którego spalanie wytwarza tlen. Każda świeczka zaspokaja zapotrzebowanie na tlen jednego astronauty przez 24 godz.